# Antiopi Melidoni
Antiopi Melidoni (grekiska: Αντιόπη Μελιδώνη), född 11 oktober 1977 i Aten, är en grekisk vattenpolospelare (försvarare). Hon ingick i Greklands landslag vid olympiska sommarspelen 2004.
Melidoni tog OS-silver i damernas vattenpoloturnering i samband med de olympiska vattenpolotävlingarna 2004 i Aten. Hennes målsaldo i turneringen var ett mål.
VM-guld tog Melidoni 2011 i Shanghai och EM-silver 2010 i Zagreb samt 2012 i Eindhoven.